# Haworthia maraisii
Haworthia maraisii ist eine Pflanzenart der Gattung Haworthia in der Unterfamilie der Affodillgewächse (Asphodeloideae).

## Beschreibung
Haworthia maraisii wächst stammlos und langsam sprossend. Die wenigen bis vielen eiförmig-lanzettlichen, gewöhnlich stumpfen Laubblätter bilden eine Rosette mit einem Durchmesser von 4 bis 7 Zentimeter. Die sehr dunkelgrüne, opake Blattspreite ist bis zu 4 Zentimeter lang und 1 Zentimeter breit. Die Blattoberfläche ist rau. Auf ihr befinden sich kleine erhabene Warzen, die manchmal bedornt sind. Der Blattrand und der Blattkiel sind mit kleinen Dornen besetzt.
Der schlanke Blütenstand erreicht eine Länge von bis zu 30 Zentimeter. Die Blüten besitzen häufig einen gelben Schlund. Die Spitzen der äußeren Perigonblätter sind gequetscht.

## Systematik und Verbreitung
Haworthia maraisii ist in der südafrikanischen Provinz Westkap verbreitet.
Die Erstbeschreibung durch Karl von Poellnitz wurde 1935 veröffentlicht.
Ein nomenklatorisches Synonym ist Haworthia magnifica var. maraisii (Poelln.) M.B.Bayer (1977).
Es werden folgende Varietäten unterschieden:
- Haworthia maraisii var. maraisii
- Haworthia maraisii var. meiringii M.B.Bayer
- Haworthia maraisii var. notabilis (Poelln.) M.B.Bayer

## Nachweise